# Peter Zhang Bairen
Peter Zhang Bairen, znany również jako Peter Zhang Boren (chin. upr. 张伯仁, chin. trad. 張伯仁, pinyin Zhāng Bǎirén; ur. 14 lutego 1915, zm. 12 października 2005 roku) – chiński duchowny katolicki, podziemny biskup Hanyangu.
Od 1926 roku uczył się w seminarium niższym, a od 1936 w wyższym seminarium duchownym. W latach 1937–1945 studiował w Collegio Urbaniana w Rzymie, gdzie uzyskał doktorat z teologii. Święcenia kapłańskie otrzymał 19 grudnia 1942 roku. W latach 1955–1979 przebywał w więzieniach i obozach pracy za odmowę przyłączenia się do kontrolowanego przez władze Patriotycznego Stowarzyszenia Katolików Chińskich i uznawanie zwierzchności Stolicy Apostolskiej. Sakrę biskupią otrzymał potajemnie 3 marca 1986. Konsekratorem był Mathias Lu Zhengshen z diecezji Tianshui lub podziemny arcybiskup Hankou Odoric Victor Liu Hede OFM. Zmarł na atak serca.